# Jimena Lindo
 (mars 2019).
Si vous disposez d'ouvrages ou d'articles de référence ou si vous connaissez des sites web de qualité traitant du thème abordé ici, merci de compléter l'article en donnant les références utiles à sa vérifiabilité et en les liant à la section « Notes et références ».
Jimena Estefanía Lindo Biondi, appelée Jimena Lindo, née le 9 décembre 1976 à Lima, est une actrice, danseuse et présentatrice de télévision péruvienne.

## Biographie
Fille d'Enrique Lindo et d'Anna María Biondi, Jimena Lindo a étudié à l'école germano-péruvienne Alexander von Humboldt. Elle y développe très tôt une vocation pour l'art depuis l'âge de cinq ans, participant à des cours et des ateliers de théâtre, de ballet et de danse contemporaine. 

## Filmographie

### Cinéma
- 1996 : Los los milagros inútiles de Demerjac
- 1997 : El ascensor
- 1998 : No se lo digas a nadie : Chica en discoteca
- 2000 : Papapa Mil Mili
- 2001 : El bien esquivo : Hermana Inés Vargas de Carvajal
- 2002 : Páramo
- 2006 : La prueba : Miranda
- 2006 : Condominio : Leslie
- 2008 : Vidas paralelas : Bertha
- 2013 : El evangelio de la carne Augusta
- 2016 : Locos de amor : Fernanda Zavala
- 2024 : Reinas de Klaudia Reynicke :

### Télévision
- 1996 : Tribus de la calle
- 1998 : Cosas del amor : Laura
- 1998 : Apocalipsis : Karina
- 1998-1999 : Agenda CMC : Présentateur
- 1998-1999 : Travesuras del corazón : Flor Jiménez
- 1999 : Isabella, mujer enamorada : Alejandra Marina
- 2001 : Milagros : Sandra
- 2006 : Lobos de mar Mariana
- 2009 : Solteros casados : Brisa
- 2009 : Rita y yo y mi otra yo : Kíara Elías
- 2009-2012 : Mesa de noche
- 2010 : Los exitosos Gome$ : Alejandra "Alex" Álvarez
- 2011 : Lalola ķ Victoria "Vicky"
- 2013- : Historias de papel
- 2014-2015 : Amores que Matan : Romina
- 2015 : Amor de madre : Alicia Tapia
- 2016 : Valiente amor : Lorena Belmont
- 2017-2018 : Colorina : Esterlina Salas de Villamore
- 2018 : Mi Esperanza : Rosa Reynoso de Supe / Iris Reynoso

### Théâtre
- 1997 : Juanita
- 1998-1999 : Así cuñe cinco años Lorca (enfants)
- 1999 : De dúos y solos
- 1999 : Marisol
- 2001 : El show de terror de Rocky
- 2002 : El viaje
- 2003 : El cristal con que se mire
- 2007 : Mujeres que habitan en mí
- 2007 : Escrito por una gallina
- 2007 : Bicho : Romy
- 2007-2008 : La celebración : Helene
- 2008 : Noche de tontos : Viola
- 2008 : La familia Fernández : Tati
- 2008 : En casa/En Kabul : Priscila
- 2008 : Esperando la carroza : Susana
- 2010 : Medea : Coro
- 2011 : Las tres hermanas : Masha
- 2011 : La cura en Troya : Coro de mujeres
- 2012 : La cocina : Mónica
- 2012 : Electra/Orestes : Electra
- 2013 : Proyección privada : La chica
- 2013 : Casa de muñecas : Nora Helmer
- 2013 : El círculo de arena
- 2013 : Un dios salvaje
- 2014 : Toc toc
- 2014 : Incendios